# Estrecho de Fromveur
El estrecho de Fromveur, también pasaje de Fromveur (del francés: 'Passage du Fromveur') es un peligroso paso del mar de Iroise localizado entre las islas de Molène y Ouessant, en el departamento de Finisterre, en Francia. Tiene una extensión de cinco millas, entre el faro de la Jument y el faro de Kéréon.
Es notable la violencia de sus olas, que pueden llegar a medir siete metros de alto, y sus corrientes circulan a más de ocho nudos. Por ello está considerado uno de los tres lugares marítimos más peligrosos de Europa. Ha sido testigo de innumerables naufragios.
Antes de la creación del carril de Ouessant (análogo a la circulación rodada, en que los barcos deben ir todos por la misma mano, cruzándose babor/babor), era común que los grandes buques (petroleros...) atravesaran el pasaje de Fromveur. La creación de este carril tuvo como gran objetivo prohibir el paso, más corto, pero peligroso, de los cargueros que remontaban o descendían el canal de la Mancha.
En 2013, el estrecho de Fromveur fue uno de los lugares elegidos, junto con el pasaje de Blanchard frente al cabo de la Hague, en Normandía, para instalar una granja marina que produzca energía eléctrica a partir de la energía de las corrientes marinas. Una turbina hidráulica submarina de 10 m de diámetro y con una potencia de 450 kW para una corriente de 3 m/s de velocidad, será sumergida y entrará en funcionamiento a finales de 2014, con el objetivo de suministrar electricidad a la isla de Ouessant. Tras un período de prueba de 12 meses,  la segunda fase del proyecto preve implantar otras 3 turbinas, para luego poner en marcha una granja marina de 8 máquinas.